# St.-Andreas-Kirche (Berlin)

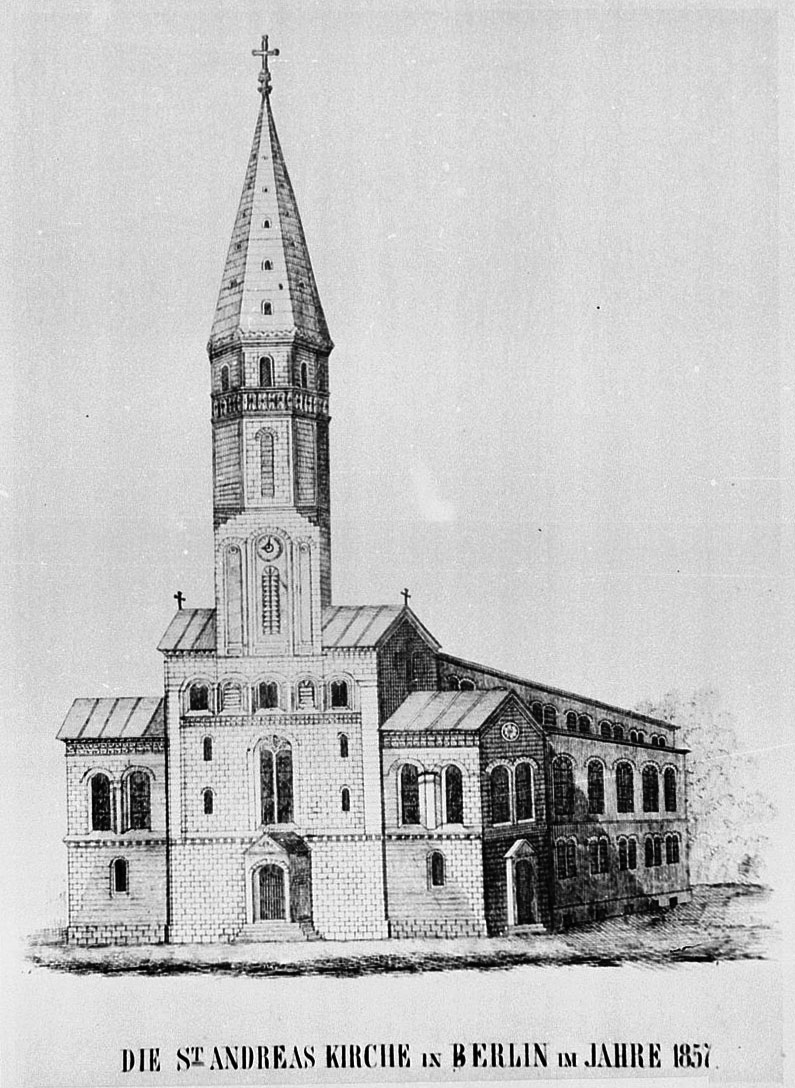
St.-Andreas-Kirche, 1857
Lithografie von Julius Wilhelm

Die St.-Andreas-Kirche war eine evangelische Kirche im heutigen Berliner Ortsteil Friedrichshain. Sie stand am Stralauer Platz in direkter Nähe des Schlesischen Bahnhofs (heute: Ostbahnhof) am Südende der Andreasstraße. Bei einem alliierten Luftangriff im Mai 1944 brannte die Kirche aus; ihre Ruine wurde 1949 gesprengt und abgeräumt.

## Architektur
Die St.-Andreas-Kirche wurde als Backsteinbau von dem Architekten und hochrangigen preußischen Baubeamten Heinrich Strack entworfen und in den Jahren 1853 bis 1856 unter Leitung des Stadtbaurates Gustav Holtzmann und des Königlichen Bauführers H. Geiseler erbaut. Ihre Grundmaße betrugen 34,12 Meter in der Länge und 19,15 Meter in der Breite, die Höhe des Kirchenschiffs betrug 16,70 Meter, die Turmhöhe 59,62 Meter. Die Baukosten betrugen 199.236 Mark.

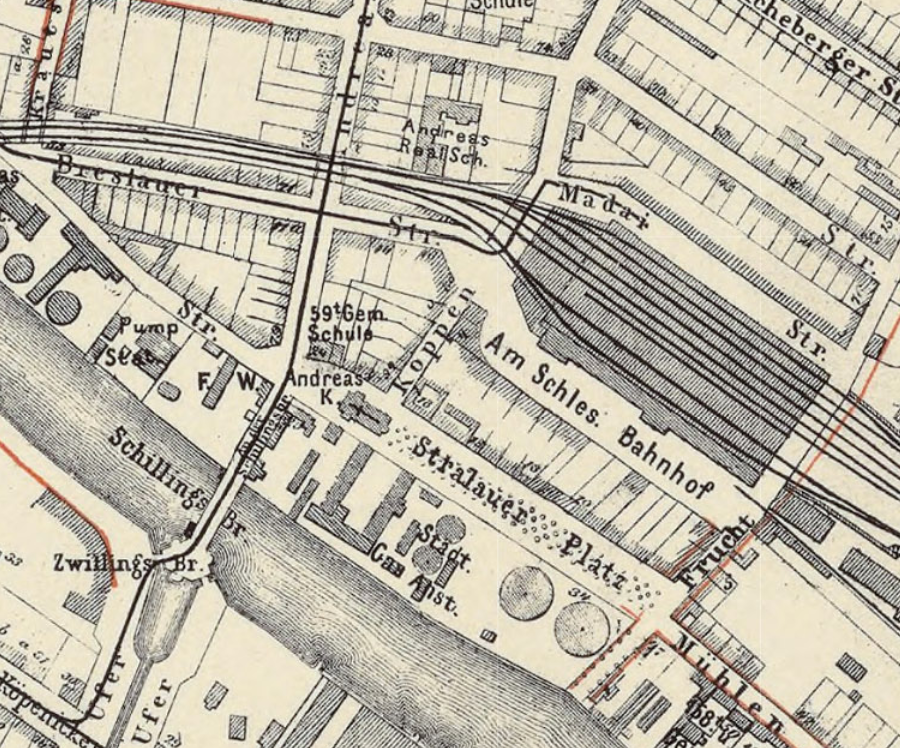
Lage der St. Andreas-Kirche (Situations-Plan von Berlin, Sineck 1891)

Es handelte sich um eine dreischiffige Basilika im Rundbogenstil mit Emporen und Holzdecken, die halbrunde und fensterlose Apsis war mit einer Halbkuppel überwölbt. Die beiden Sakristeien waren hinter der Chornische als ringförmige, niedrige Anschlussbauten herumgeführt. An der Front stand für die Nebeneingänge und Treppen ein kurzes Querhaus, dessen Mitte der unten rechteckige, nach oben hin erst quadratische und zuoberst achteckige Turm mit einem eisernen, mit Zinkblech gedeckten Helm einnahm. Im Innern waren die Arkadenpfeiler, die die Emporen trugen, aus Sandstein.

## Geschichte

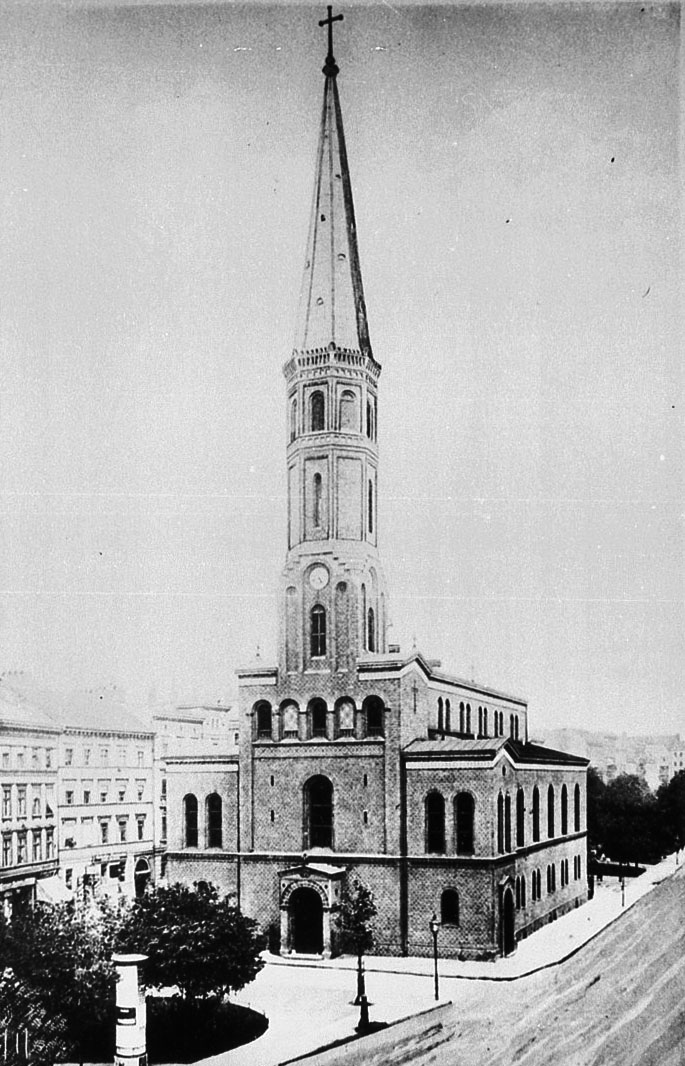
St.-Andreas-Kirche, um 1900

Das Kirchengebäude wurde für die 1854 als Tochterfiliale der Georgengemeinde entstandene Einrichtung als zunächst namenlose Kirche geplant. Baustart, für das Frühjahr 1848 vorgesehen, wurde  durch wütende Anwohner verhindert und im Hinblick auf die gerade erfolgte Märzrevolution 1848 aufgegeben. Stattdessen begannen die Baubehörden mit dem Bau der St.-Markus-Kirche, ebenfalls für eine Tochtergemeinde der Georgenkirche, an der Weberstraße.
Sechs Jahre später, am 19. Juli 1854 erfolgte die Grundsteinlegung für die Andreaskirche, bereits im November des gleichen Jahres feierte die Gemeinde das Richtfest. Erst im Januar 1855 erhielt das neue Gotteshaus auf königlichen Beschluss als Ehrerweisung an den russischen Zaren Nikolaus I., den Ehemann der preußischen Prinzessin Charlotte, den Namen St.-Andreas-Kirche nach dem Apostel Andreas, dem Schutzpatron Russlands. Die Einweihung erfolgte im Oktober 1856 in Anwesenheit von König Friedrich Wilhelm IV.
Neunzig Jahre später, am 8. Mai 1944 wurde die St.-Andreas-Kirche bei einem alliierten Luftangriff von Bomben getroffen und brannte aus. Die Ruinenteile wurden am 12. Januar 1949 gesprengt. Die Glocken, die den Bombenangriff überstanden haben, läuten seit 1950 in der Stadtkirche St. Peter in Sonneberg. Die St.-Andreas-Gemeinde blieb erhalten, gehört aber inzwischen nach zweimaliger Fusion zusammen mit den Gemeinden der ebenfalls zerstörten St.-Markus-Kirche und der Lazaruskirche zur Evangelischen Kirchengemeinde St. Markus im Kirchenkreis Berlin Stadtmitte.

## Ausstattung (Auswahl)

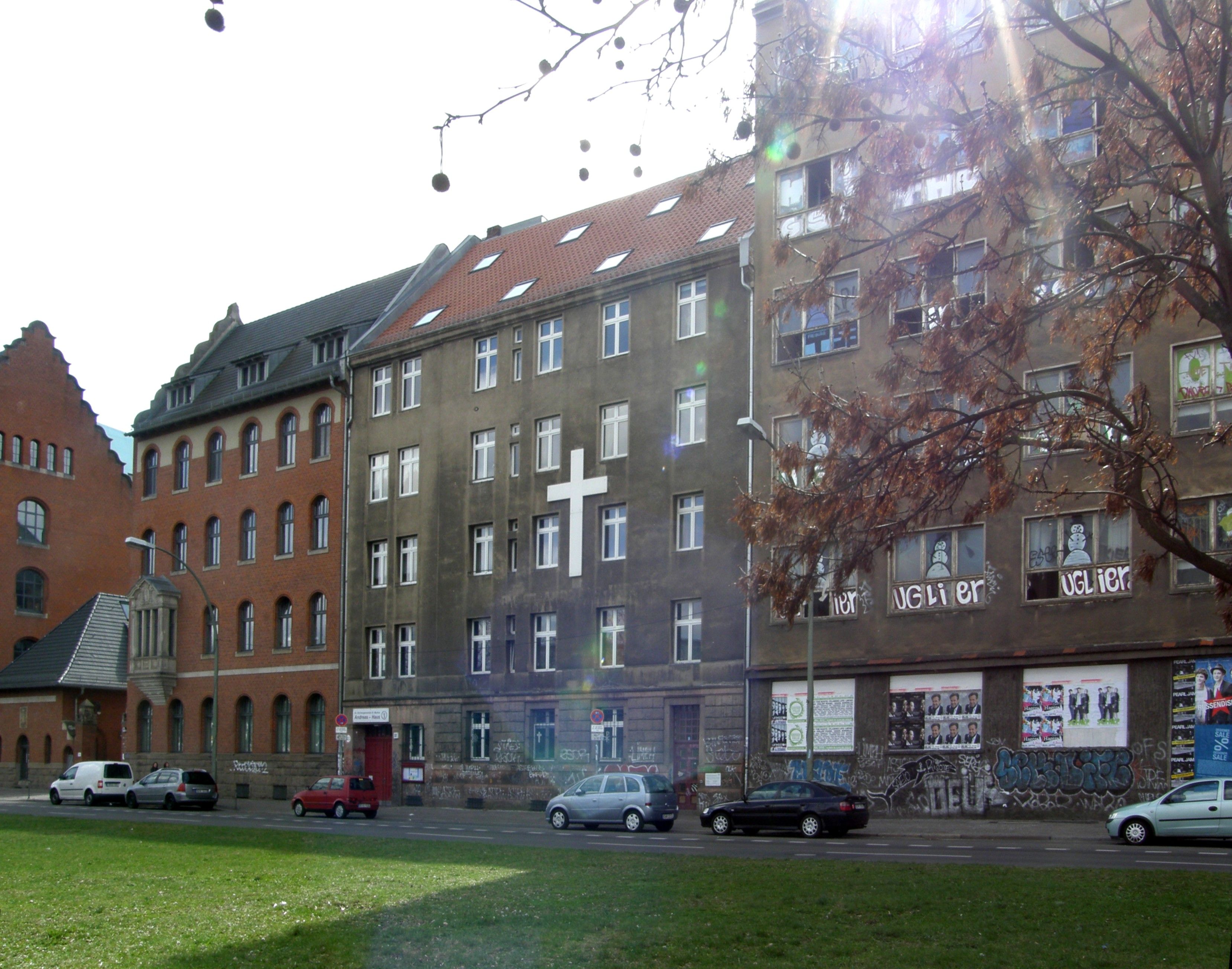
Andreas-Haus (in der Mitte)

Entsprechend der Zusammenstellung von Berliner Sehenswürdigkeiten im Jahr 1915 besaß die St. Andreaskirche „das größte und schönste Altargemälde Berlins“: Christus und der sinkende Petrus, gemalt von Fedor Poppe sowie „30 hervorragend gemalte Fenster, Hauptsachen der biblischen Geschichte darstellend“.
Eine Orgel mit zwei Manualen und 27 Registern wurde 1856 von Carl August Buchholz geliefert. Die Gebrüder Dinse bauten das Instrument 1889 um und erweiterten es auf drei Manuale mit 33 Registern. 1925 setzte die Firma G. F. Steinmeyer & Co. ein neues Orgelwerk mit drei Manualen, 46 Registern in das alte Gehäuse.

## Andreashaus
Das Gemeindehaus der Kirche am Stralauer Platz 32 blieb erhalten; es steht neben dem denkmalgeschützten Gebäudekomplex das Zentralmagazins mit einem historischen Lagergebäude, einem Torhaus und einem Kontorhaus. An seiner Fassade prangt der Name Andreas-Haus. Das Haus, in dem auch die Oberlin-Station untergebracht war, wurde 1908–1910 nach Plänen des Regierungsbaumeisters Philipp Nitze errichtet. Dafür hatte die Gemeinde 1890 von dem Unternehmer und Gemeindemitglied Ernst Carl Francke und seiner Frau Alwine eine stattliche Spende erhalten. An diese Spende erinnert dort ein metallenes Medaillon mit den Porträts des Stifterehepaares und der Umschrift „Ernst Carl u. Alwine Francke“.